# Dira swanepoeli
Dira swanepoeli är en fjärilsart som beskrevs av Van Son 1939. Dira swanepoeli ingår i släktet Dira och familjen praktfjärilar. Inga underarter finns listade i Catalogue of Life.